# Bahnhof Stuttgart-Möhringen
Der Bahnhof Stuttgart-Möhringen, heute als Möhringen Bahnhof bezeichnet, früher Bahnhof Möhringen a.d.F., ist ein bedeutender Knotenpunkt im Netz der Stadtbahn Stuttgart. Früher war er der Betriebsmittelpunkt der Filderbahn-Gesellschaft (FBG) mit insgesamt vier hier verlaufenden Eisenbahnstrecken, seine Anschrift lautet Filderbahnplatz 23.

## Geschichte

### Erster Bahnhof von 1888
Als Fortsetzung der seit 1884 bestehenden Zahnradbahn Stuttgart–Degerloch eröffnete die FBG im Dezember 1888 die meterspurige und als Dampfstraßenbahn betriebene Strecke Degerloch–Möhringen, die in Möhringen damals nahtlos in die Strecke Möhringen–Hohenheim überging. Der erste Möhringer Bahnhof befand sich dabei an der Kreuzung der Vaihinger Straße mit der Rembrandtstraße, letztere hieß damals noch Stuttgarter Straße.

### Zweiter Bahnhof von 1897
Im Zuge der Eröffnung der Strecke Möhringen–Vaihingen war es notwendig, den alten meterspurigen Durchgangsbahnhof zugunsten eines Trennungsbahnhofs am heutigen Standort aufzulassen. Die neue Station, deren Empfangsgebäude dem Einheitsbahnhof Typ IIIa der Königlich Württembergischen Staats-Eisenbahnen entsprach, ging im Dezember 1897 in Betrieb und verfügte zudem über Dreischienengleise für den normalspurigen Güterverkehr. 
Mit Inbetriebnahme der Bahnstrecke Stuttgart-Möhringen–Neuhausen auf den Fildern am 1. Oktober 1902 mutierte der, mittlerweile elektrifizierte, Bahnhof Möhringen a.d.F. zum Eisenbahnknoten. 1921 ging auch die Betriebsführung des Bahnhofs, wie die gesamte Infrastruktur der Filderbahn-Gesellschaft, auf die Stuttgarter Straßenbahnen (SSB) über. Ab 1934 war diese schließlich auch Eigentümer. Nach der Eingemeindung Möhringens in die Stadt Stuttgart am 1. April 1942 änderte sich die Bahnhofsbezeichnung in Stuttgart-Möhringen.

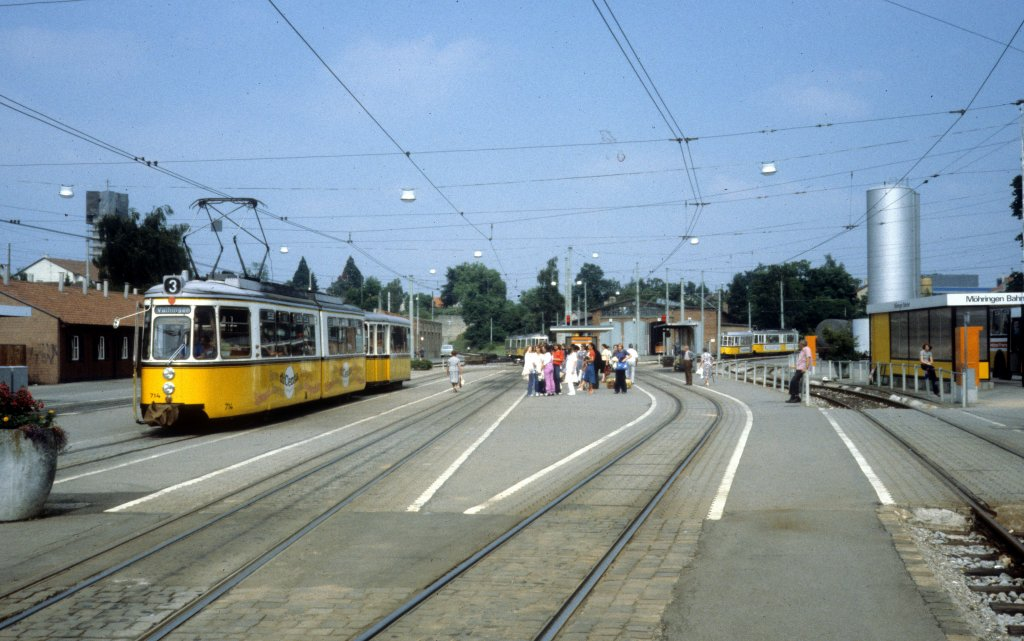
Meterspuriger Straßenbahnverkehr im Jahr 1979

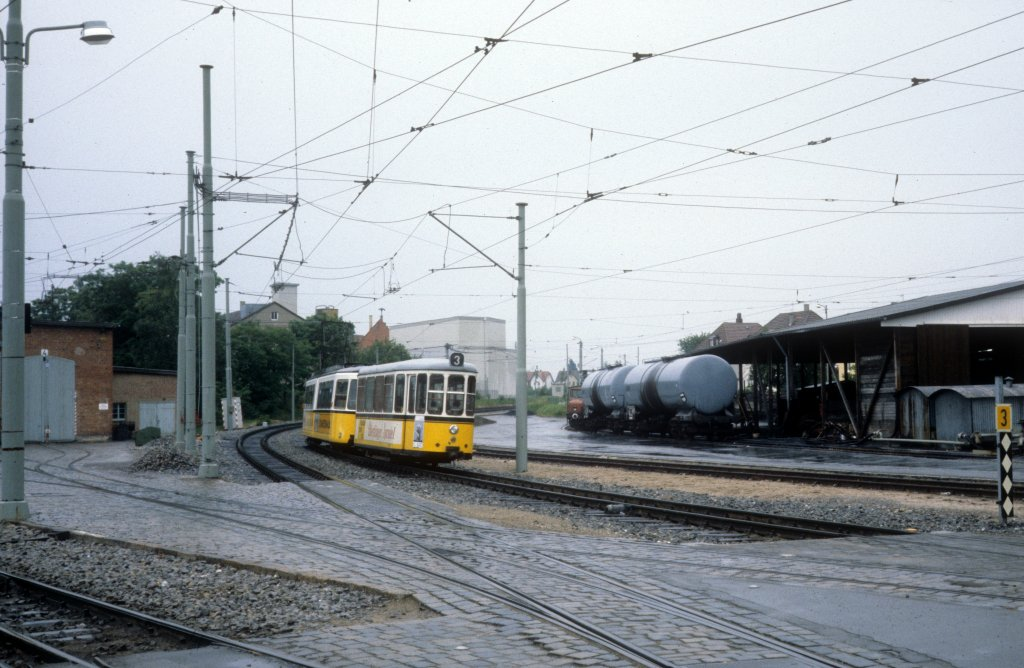
Ausfahrt Richtung Plieningen im Jahr 1980

1981 endete der Güterverkehr in Möhringen, woraufhin die Umwidmung in eine Straßenbahnanlage gemäß der Straßenbahn-Bau- und Betriebsordnung (BOStrab) erfolgte. 1983 begann der normalspurige Stadtbahn-Probebetrieb, der 1985 in den Regelbetrieb überging. Meterspuriger Straßenbahnbetrieb mit Fahrgästen fand in Möhringen noch bis 1990 statt, bis 2008 passierten meterspurige Straßenbahnzüge den Bahnhof schließlich noch im Zuge von Betriebsfahrten von und zum SSB-Zentrum.

## Betrieb
Der Bahnhof verfügt über vier Bahnsteiggleise an zwei Außen- und einem Mittelbahnsteig und wird durch die Stadtbahn-Linien U3, U5, U6, U8 und U12 bedient. Auf Gleis 1 halten alle aus Richtung Degerloch kommenden Züge in Richtung Vaihingen, Dürrlewang, Leinfelden und Flughafen. Auf Gleis 2, das sich mit Gleis 3 einen Mittelbahnsteig teilt, verkehren die Züge in Richtung Degerloch. Gleis 3 dient der Linie U3 in Fahrtrichtung Vaihingen, vom Hausbahnsteig an Gleis 4 fährt die U3 in Richtung Plieningen ab.
Direkt an die Haltestellenanlage schließen sich zwei Abstellgleise für in Möhringen beginnende und endende Stadtbahnzüge an. Diese werden noch bis Mai 2016 planmäßig von den meisten Zügen der Linie U12 genutzt.
| Linie | Verlauf |
| ----- | --- |
| U3    | Plieningen – Möhringen – Vaihingen |
| U5    | Leinfelden – Möhringen – Degerloch – Charlottenplatz – Hauptbahnhof (Arnulf-Klett-Platz) – Killesberg |
| U6    | Gerlingen – Giebel – Weilimdorf – Feuerbach – Pragsattel – Löwentorbrücke – Hauptbahnhof (Arnulf-Klett-Platz) – Charlottenplatz – Degerloch – Möhringen – Fasanenhof – Flughafen/Messe |
| U8    | Vaihingen – Möhringen – Degerloch – Ruhbank/Fernsehturm – Heumaden – Ostfildern-Nellingen nur montags bis freitags von 6:30 Uhr bis 19:30 Uhr im 20-Minuten-Takt Ein- und Ausrücker der Linien U7 und U15 werden zwischen Möhringen (Betriebshof) und Ostfildern bzw. Heumaden als U8 geführt |
| U12   | Dürrlewang – Möhringen – Degerloch – Hauptbahnhof (Arnulf-Klett-Platz) – Nordbahnhof – Hallschlag – Remseck |

### Busverkehr
Am Möhringer Bahnhof besteht Umsteigemöglichkeit zur Buslinie 72 (Möhringen Bahnhof – Fasanenhof).